# Shuai jiao

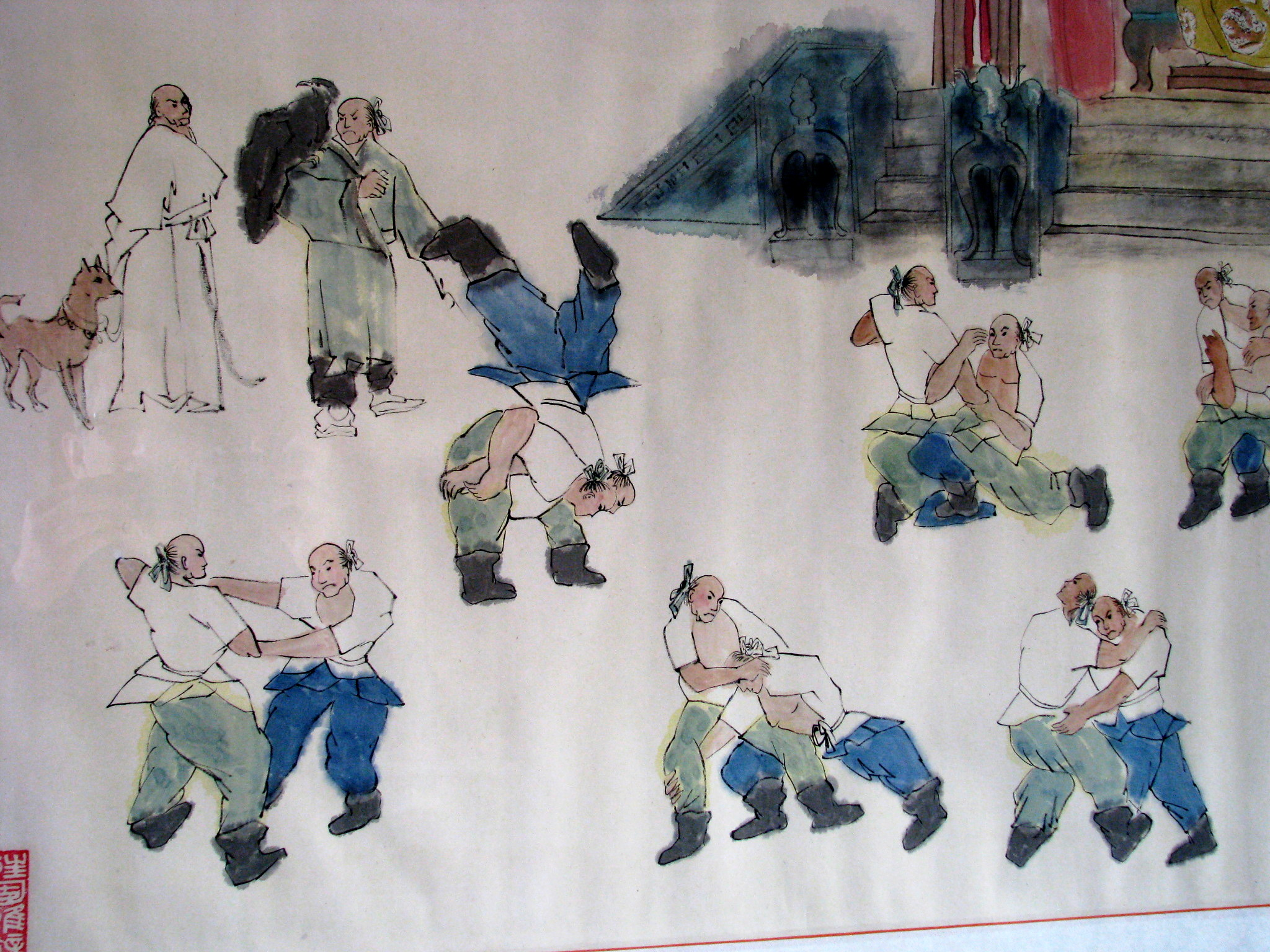
Démonstration de Shuaijiao devant les mandarins militaires, détail d'un dessin du début du XXe siècle, Tianjin.

Le shuai jiao (chinois : 摔跤 ; pinyin : shuāijiāo parfois écrit chinois : 摔角 ; pinyin : shuāijiǎo) est un art martial chinois de lutte à main nue au corps à corps. Sa pratique codifiée est très ancienne. Les règles modernes ont été définies au début du XXe siècle.

## Histoire

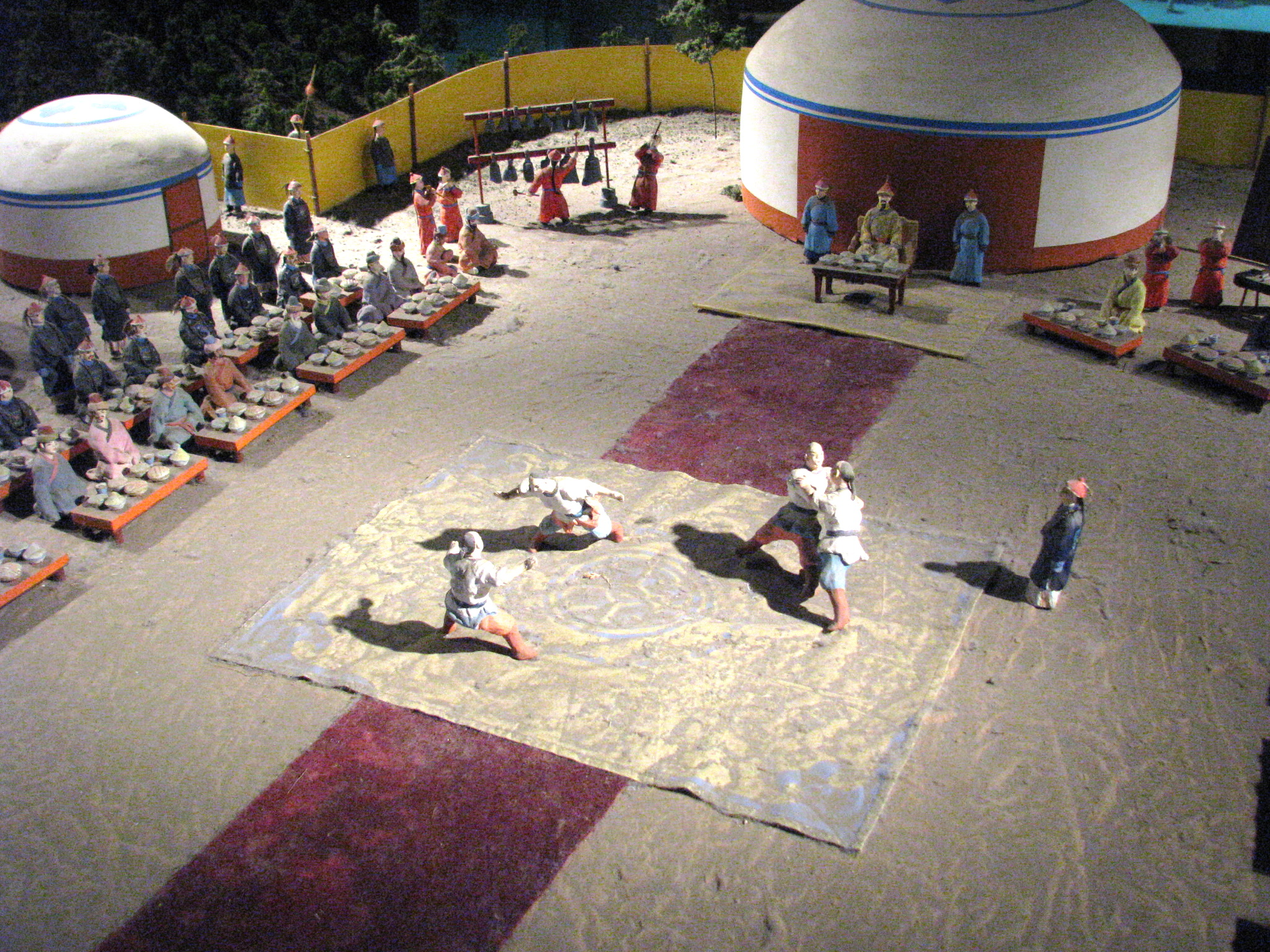
Maquette pédagogique d'une compétition de Shuaijiao devant l'empereur et sa cour à l'époque de la dynastie Qing. Chengde. Temple de Putuo Zongcheng

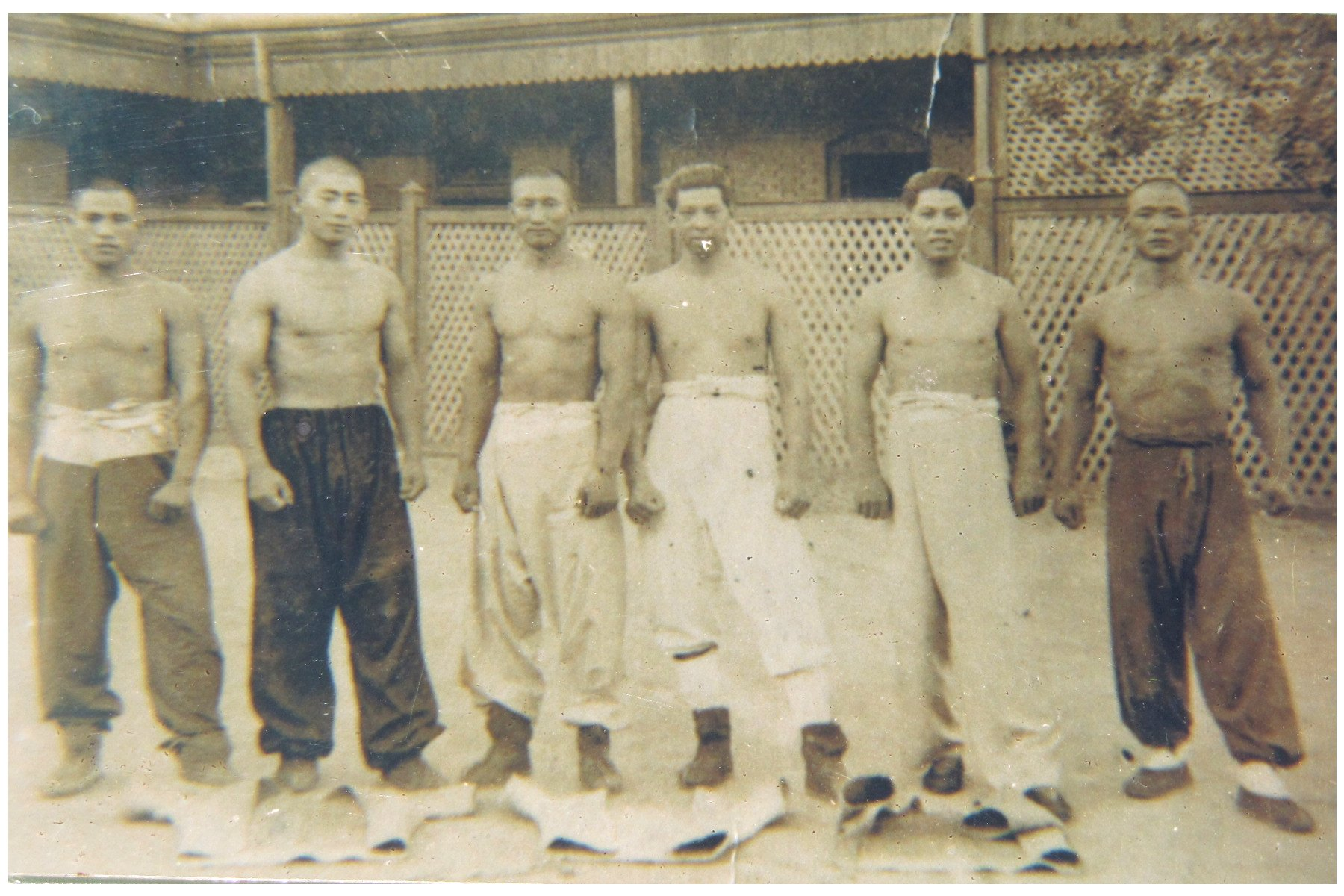
Six maîtres de Shuaijiao à Tianjin vers 1930. De gauche à droite: Zhang Lianchen (张连成), Zhang Hongyu (张鸿玉), Wang Wenhai (王文海), Shi Enfu (史恩富), Ma Wenping (马文平), Wang Haizheng (王海烝). Les vestes sont à terre.

Le terme le plus ancien désignant la lutte, Jiaodi (角抵, jǐaodǐ, « résister aux cornes »), renvoie à un ancien sport où les adversaires portaient un casque à cornes, utilisé pour essayer de frapper l'adversaire. La légende raconte que l'armée rebelle commandée par Chi You utilisa le Jiaodi, en 2697 avant l'ère commune, lors d'un combat contre les soldats d'une armée de l'Empereur Jaune. Plus tard, les jeunes gens auraient pratiqué un jeu semblable, mais sans casque, en imitant les affrontements entre animaux domestiques. Le Jiaodi est considéré comme la source originelle de la lutte et des autres formes d'arts martiaux apparues plus tard en Chine.
Le Jiaoli  (角力, jǐaolì, « la force des cornes ») était un art martial du corps à corps apparu à l'époque de la dynastie Zhou (entre le douzième et le troisième siècle avant l'ère commune). Il faisait partie de l'entraînement militaire sous les ordres du roi. On considère généralement que le Jiaoli est l'art martial codifié le plus ancien en Chine, et un des plus anciens au monde des arts de combat réglé. Le Jiaoli complétait les techniques de projection par des frappes, prises, verrouillages des articulations, et attaques des points de compression des nerfs. Ces exercices étaient pratiqués par les soldats en hiver, en même temps que le tir à l'arc et l'étude de la tactique militaire. La pratique du Jiaoli pendant la dynastie Zhou est notée dans le Livre des rites.
Le Jiaoli devint un sport public pendant la dynastie Qin (221-207 avant l'ère commune), avec des compétitions organisées aussi bien pour le divertissement de la Cour impériale que pour le recrutement des meilleurs combattants. Les compétiteurs s'affrontaient sur une plateforme élevée appelée leitai (擂台, lèitái, « plateforme de combat »), avec pour récompense un possible recrutement comme membre de la garde de l'empereur ou instructeur d'arts martiaux de l'armée impériale. Les compétitions pouvaient durer une semaine ou plus, et réunir plus d'un millier de participants. Le jiaoli fut enseigné aux militaires en Chine pendant des siècles, et sa popularité dans l'armée mandchoue assura son influence sur les arts martiaux plus récents jusqu'à la fin de la dynastie Qing.
Le terme « Shuai jiao » fut choisi par l'Institut central des arts nationaux (中央國術館, zhōngyāng guóshù guǎn) de Nanjing en 1928 quand les règles de la compétition furent codifiées. Aujourd'hui le shuai jiao est populaire chez les Mongols, qui l'appellent « böhk » et organisent régulièrement des compétitions au moment des fêtes traditionnelles. Il continue d'être enseigné dans les académies militaires et les écoles de police en Chine continentale et à Taïwan. Il est reconnu comme sport éducatif pour les jeunes.

## Transcription et traduction

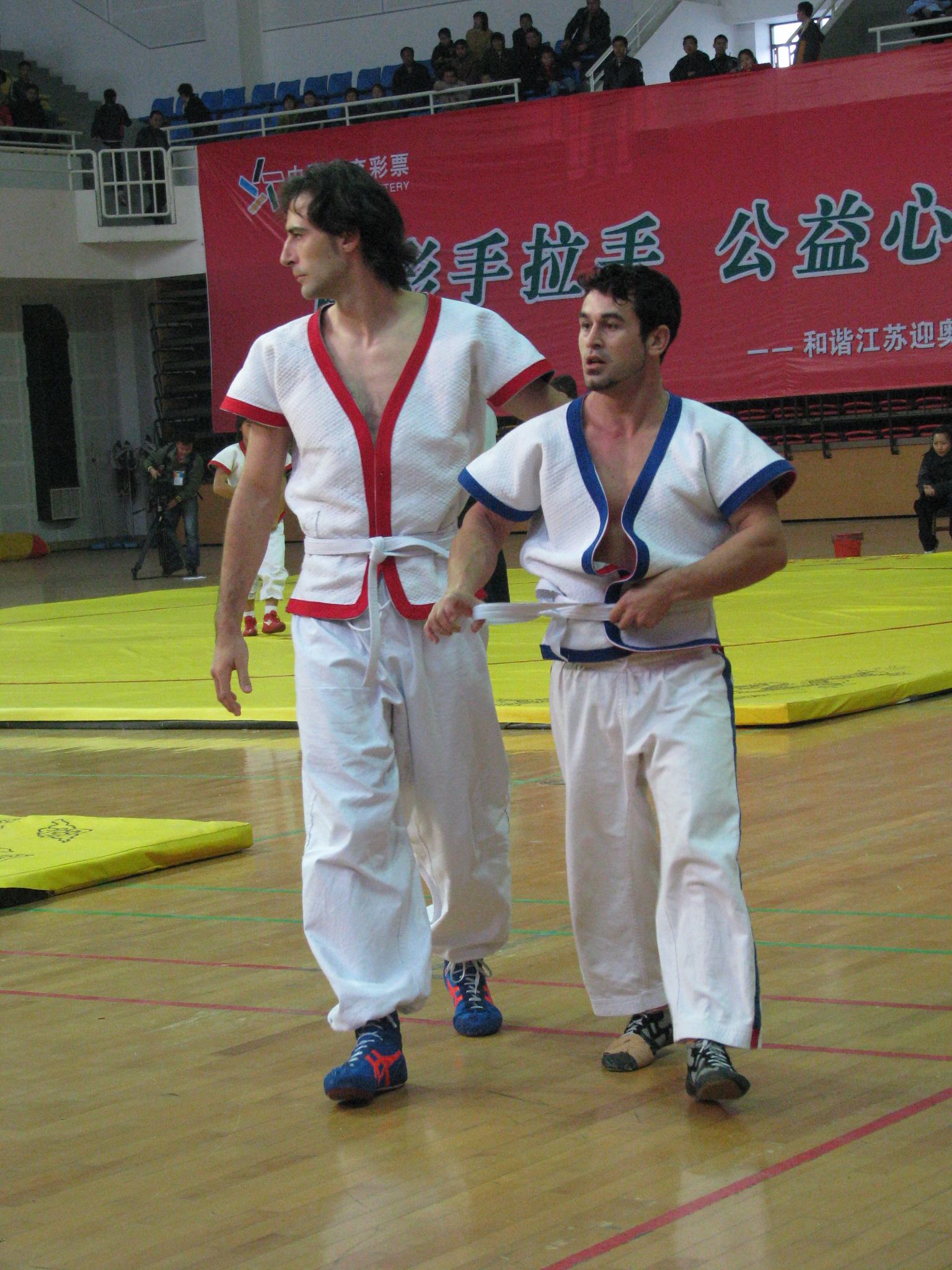
Taizhou (Jiangsu) 24-11-2007. Compétiteurs en tenue règlementaire

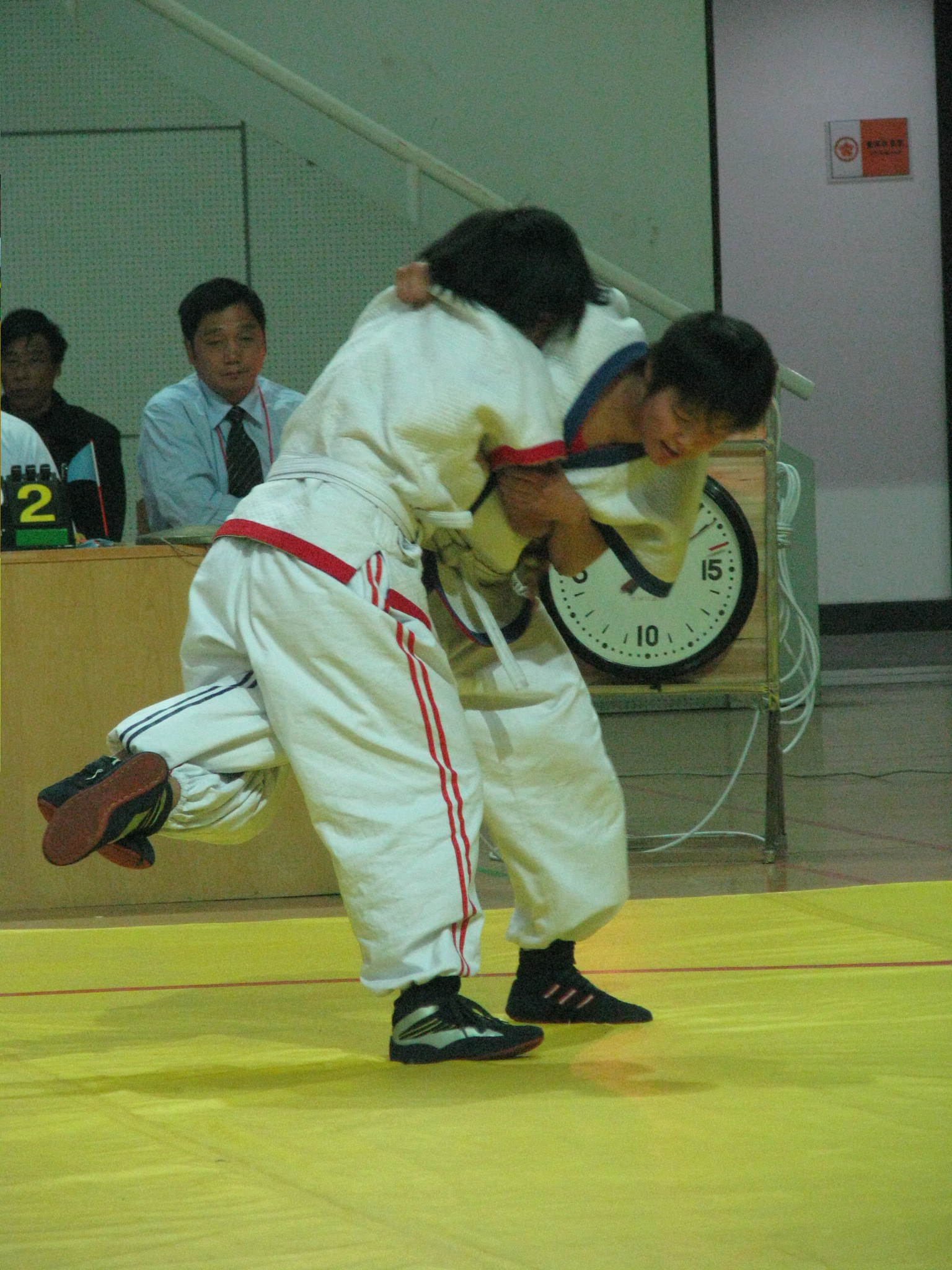
Taizhou (Jiangsu) 24-11-2007. Rencontre en cours, horloge et juge

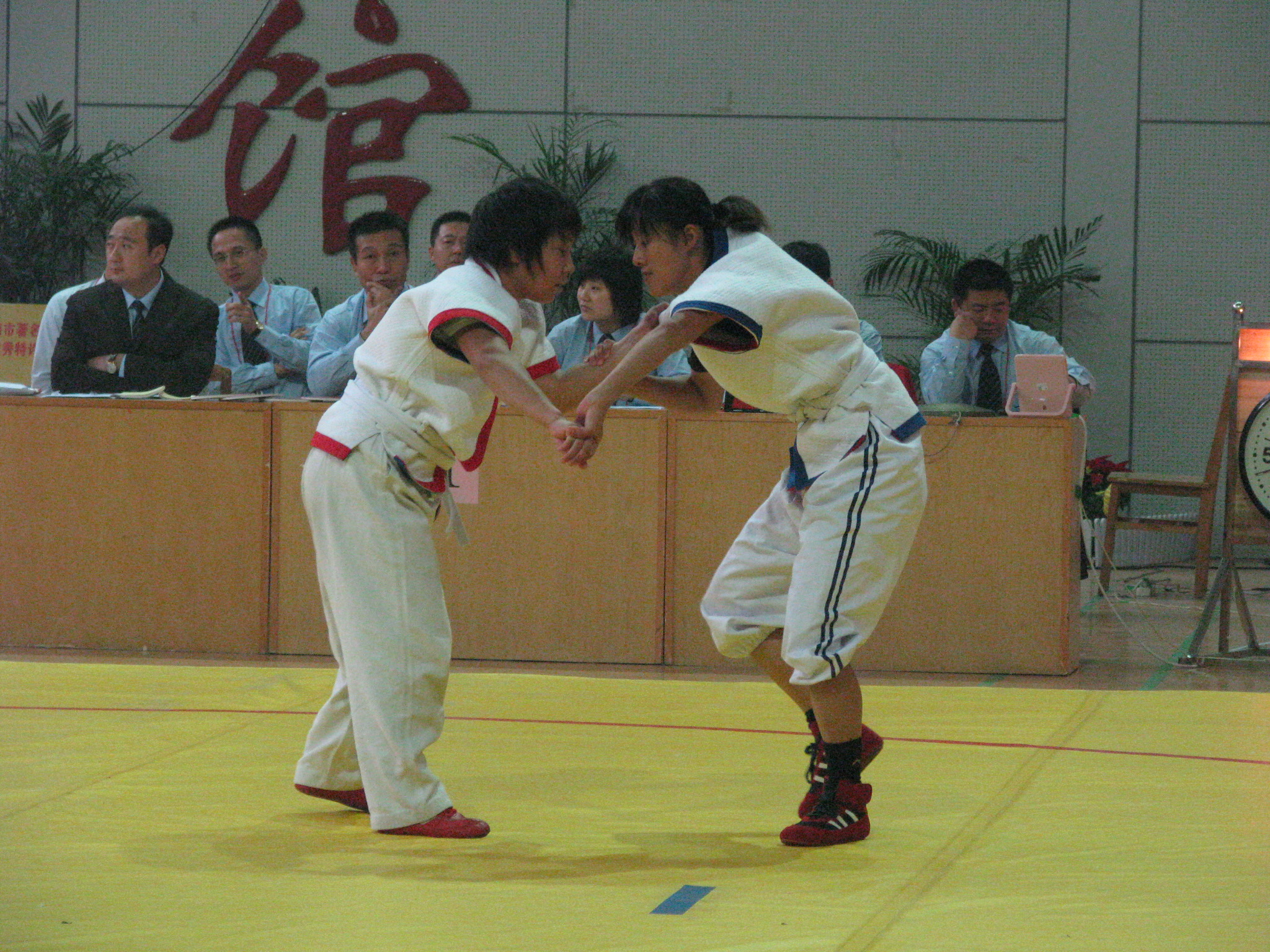
Taizhou (Jiangsu) 24-11-2007. Début d'une reprise

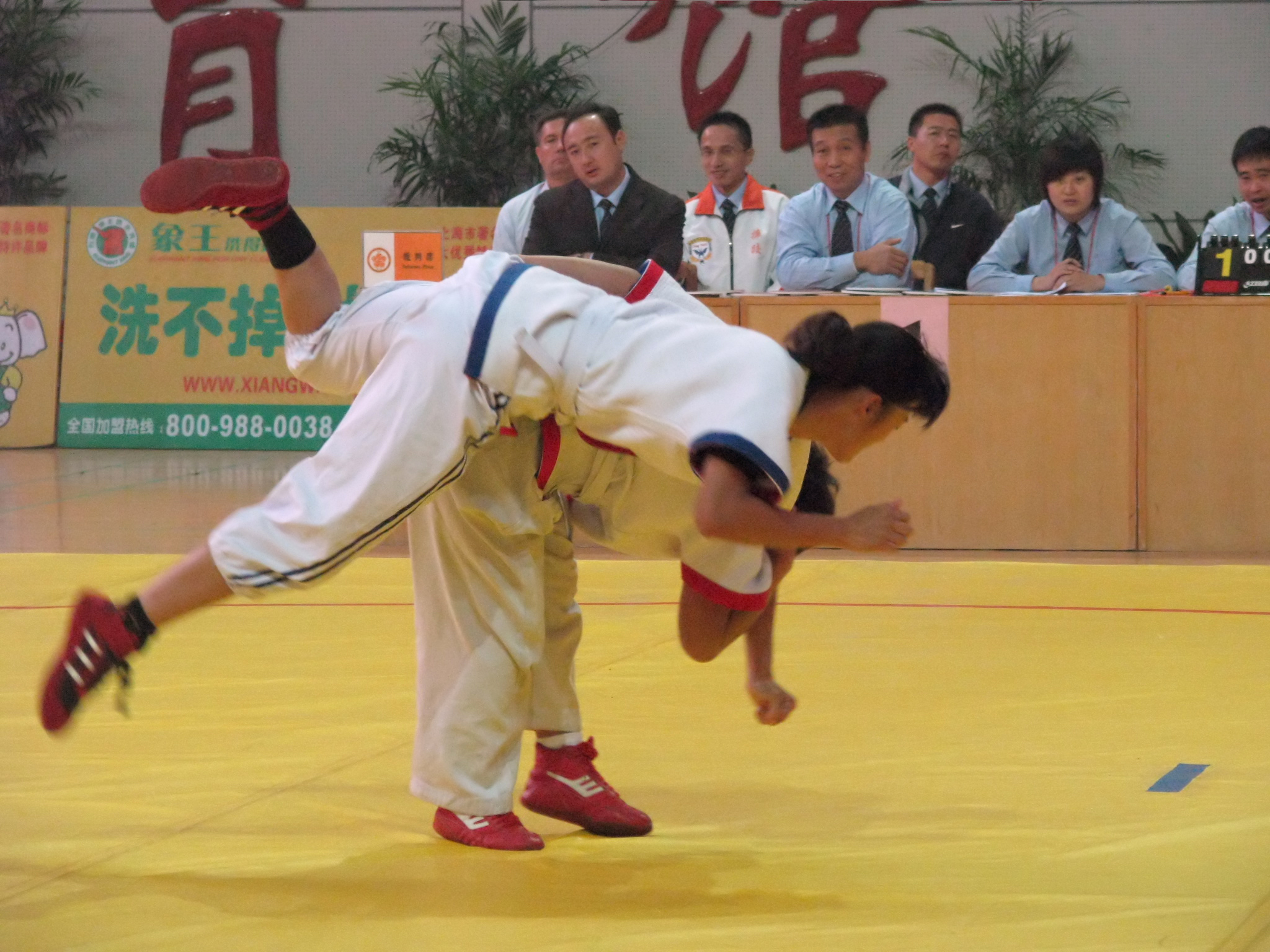
Taizhou (Jiangsu) 24-11-2007. Projection en cours

Le caractère 摔  shuāi signifie « Tomber au sol » ou « Projeter au sol ». La syllabe 'jiao' correspond à deux caractères : le premier et le plus ancien 角  jiǎo signifie « Corne » et le plus récent 跤  jiāo signifie « Trébucher » ou « Faire tomber par le jeu des jambes ».
En Occident, on écrit 'shuai jiao' conforme à la transcription pinyin ou 'shuai chiao' suivant la transcription Wade-Giles, parfois 'Swaijiao'. L'une ou l'autre des deux formes 摔跤 et 摔角 apparaissent sur les inscriptions et les emblèmes. En Chine continentale, la dénomination officielle est 中国式摔跤 zhōngguó shì shuāijiāo, que l'on peut traduire par « Lutte de style chinois », 摔跤 shuāijiāo renvoyant à la lutte en général.

## Règles modernes
Ce qui suit est une traduction abrégée. Se reporter au texte des règles de l'ESJU (European Shuai Jiao Union)
Participants à un tournoi régulier
Hommes et femmes âgés de 18 à 36 ans.
Catégories de poids (exprimées par leur limite inférieure)
Hommes : moins de 56 kg, 56 kg, 60 kg, 65 kg, 70 kg, 76 kg, 82 kg, 90 kg, 100 kg, 115 kg.
Femmes : moins de 48 kg, 48 kg, 52 kg, 56 kg, 60 kg, 65 kg, 75 kg, 82 kg.
Tenue
Veste à manches courtes à liseré de couleur rouge-bleu réversible, ceinture de toile, pantalon, chaussures de lutte; pieds nus avec l'accord des arbitres.
Terrain
La rencontre se dispute sur une surface matelassée et élastique carrée d'au moins 10 mètres de côté. L'espace de combat est circulaire de 8 mètres de diamètre, ou carré de 8 mètres de côté.
Déroulement d'une rencontre
Une rencontre se dispute en deux reprises de trois minutes, avec un repos de 30 secondes. En cas d'égalité de points à la fin de la reprise, on reprend le combat pour une minute ou au premier point marqué. Le temps décompté est celui de combat effectif, avec arrêts de jeu pour avertissement, remise en jeu après une chute, problème de tenue ou médical.
Techniques autorisées
Shuai Jiao (projection, prise au corps, prise debout); Kuai Chiao (projection et prise rapides); Da Shuai (main ouverte pour projeter, faucher, déséquilibrer); Na Shuai (prise aux articulations); Dien Shuai (prise aux points de compression); on peut agripper la veste, la ceinture, le tronc et les membres de l'adversaire.
Gestes pénalisés
Frapper l'adversaire avec la tête, les doigts, la paume, le poing, l'avant-bras, le coude, le genou, la jambe, le pied; mordre ou griffer; essayer de disloquer une articulation; essayer de briser un os; tirer par les cheveux; tirer par le pantalon; pousser l'adversaire vers le sol après une projection; marcher sur le pied; couvrir la face de l'adversaire avec la main ou l'avant-bras; tenir une prise bloquante plus de 5 secondes.
Marque des points
1 point :
faire toucher le terrain à l'adversaire avec la main, le coude, le genou, et rester debout ;
faire tomber l'adversaire sur le dos et tomber sur lui ;
faire sortir l'adversaire hors de la limite de l'espace de combat ;
l'adversaire déséquilibré tombe de lui-même.
2 points :
faire toucher le terrain à l'adversaire avec les deux mains, ou les deux coudes, ou les deux genoux ensemble, et rester debout ;
déséquilibrer l'adversaire qui tombe sur la tête, la poitrine, ou les fesses, et rester debout ;
projeter l'adversaire qui tombe sur le côté ou sur le dos, et rester debout.
3 points :
projeter l'adversaire qui tourne à 360 degrés et tombe sur le dos, et rester debout sans vaciller.
Zéro point :
les deux tombent ensemble sans geste technique identifiable ;
les deux sortent de l'espace de combat sans geste technique identifiable.
Pénalités
Premier avertissement : zéro point; deuxième avertissement: un point ; troisième avertissement : disqualification.
Désignation du vainqueur
Le vainqueur de la rencontre est celui qui a marqué le plus de points sur les deux reprises. En cas d'égalité, on désigne comme vainqueur celui qui a eu le moins d'avertissements, ensuite celui qui a effectué le plus de gestes techniques corrects.
Il peut y avoir victoire par abandon, ou par décision de l'arbitre d'arrêter le match.